# Xanthophyllum nigricans
Xanthophyllum nigricans är en jungfrulinsväxtart som beskrevs av V. d. Meijden. Xanthophyllum nigricans ingår i släktet Xanthophyllum och familjen jungfrulinsväxter. Inga underarter finns listade i Catalogue of Life.